# Гарболово
Гарболово (рос. Гарболово) — присілок у Всеволожському районі Ленінградської області Російської Федерації.
Населення становить 4130 осіб. Належить до муніципального утворення Куйвозовське сільське поселення.

## Історія
Від 1 серпня 1927 року належить до Ленінградської області.

## Населення
| 2002 | 2007  | 2010  | 2017  |
| ---- | ----- | ----- | ----- |
| 3849 | ↘3620 | ↗4030 | ↗4130 |